# 바이브 앤더슨
비비안 알렉산더 앤더슨, MBE(영어: Vivian Alexander Anderson, 1956년 7월 29일, 노팅엄셔 주 클리프턴 ~)은 잉글랜드의 전직 축구 선수이자 감독이다. 그는 브라이언 클러프 지도 하의 노팅엄 포리스트에서 수비수로 활약하면서 1977-78 시즌에 1부 리그를 우승하고, 1978-79 시즌과 1979-80 시즌에 연달아 유러피언컵을 들어올렸다. 그는 아스널, 맨체스터 유나이티드, 셰필드 웬즈데이, 반즐리, 그리고 미들즈브러에서 활약했다. 1978년, 그는 흑인으로는 최초로 잉글랜드 국가대표팀에서 활약했는데, 1980년부터 1988년까지 잉글랜드 선수단 일원으로 4번의 주요 대회에 참가했다.

## 선수 경력

### 노팅엄 포리스트
앤더슨은 노팅엄셔 주 클리프턴 출신이었다. 그의 부모 오들리와 머틀은 모두 자메이카 출신이었다. 오들리는 1954년에 잉글랜드로 입국했고, 머틀은 1955년에 잉글랜드로 이주했다. 당시 인종 문제가 들끓었지만, 앤더슨은 유년 시절에 별 다른 차별 문제 없이 보냈고, 그의 부모가 그를 잘 돌보아 최악의 환경에 곤경을 겪지 않았다. 그는 학령기에 맨체스터 유나이티드에서 보내다가 방출되었다. 그는 노팅엄에 복귀해 학교를 다시 다녀 CSE 3과목을 합격했다. 이후, 그는 3주 동안 공판 인쇄가로 활동했는데, 당시 이 시기를 "찻집 꼬마는 미화된 이야기에 불과했어요. 저는 차를 마시고 점심 시간에 샌드위치를 먹었습니다. 그저 말단직원이었습니다"라고 묘사했다. 앤더슨은 1974-75 시즌에 들어 노팅엄 포리스트 1군에 합류했고, 브라이언 클러프가 1975년 1월 당시 2부 리그에 속한 이스트 미들랜즈 연고 구단으로 취임하면서 주전 선수로 도약했다. 그는 1977년 1부 리그 승격의 주역이었고, 1년 후에는 리그 컵과 리그를 동시에 석권했다.
앤더슨은 당시 잉글랜드 1부 리그 경기에 출전한 아프리카계 선수 1세대였고, 상대 지지단의 인종차별적 야유를 듣곤 했다. 그는 바나나 투척과 인종차별적 구호의 단골 대상이었다.
앤더슨은 1978년 11월에 잉글랜드 국가대표팀 신고식을 치렀는데, 이 경기는 체코슬로바키아와의 친선경기였다. 그는 1968년에 잉글랜드 국가대표팀 경기에 출전한 폴 리니 이래 잉글랜드 성인 국가대표팀 경기에 출전한 2번째 유색인 선수가 되었다. 론 그린우드 감독은 그의 출전에 정치적 사유는 없다고 계속 밝혀 왔지만, 잉글랜드에서 유년 시절을 보낸 아프리카계 거물급 선수들이 늘고 있었다. 앤더슨이 그 해 특출한 활약을 펼쳐 국가대표팀 경기에 실력으로 차출된 데에는 논란의 여지가 없었다. 건들거리며, 희한한 외모의 그는 존중받는 견제자였고, 잘 전진하여 중요한 득점을 기록하기도 했다. 그의 발탁에 결정적인 영향을 끼친 계기는 앤더슨은 포리스트 일원으로 리그컵 정상을 지키고,(단 결승전은 부상으로 결장) 말뫼와의 1979년 유러피언컵 결승전을 이기고 우승한 데 있었다.
그의 2번째 국가대표팀 출전 경기는 1979년 6월에 열린 스웨덴과의 친선경기였다. 그의 3번째 국가대표팀 경기는 첫 공식 경기 출전이기도 했으며, 불가리아와의 유로 1980 예선 경기에서 2-0으로 웸블리 안방 경기 완승을 거두었다.

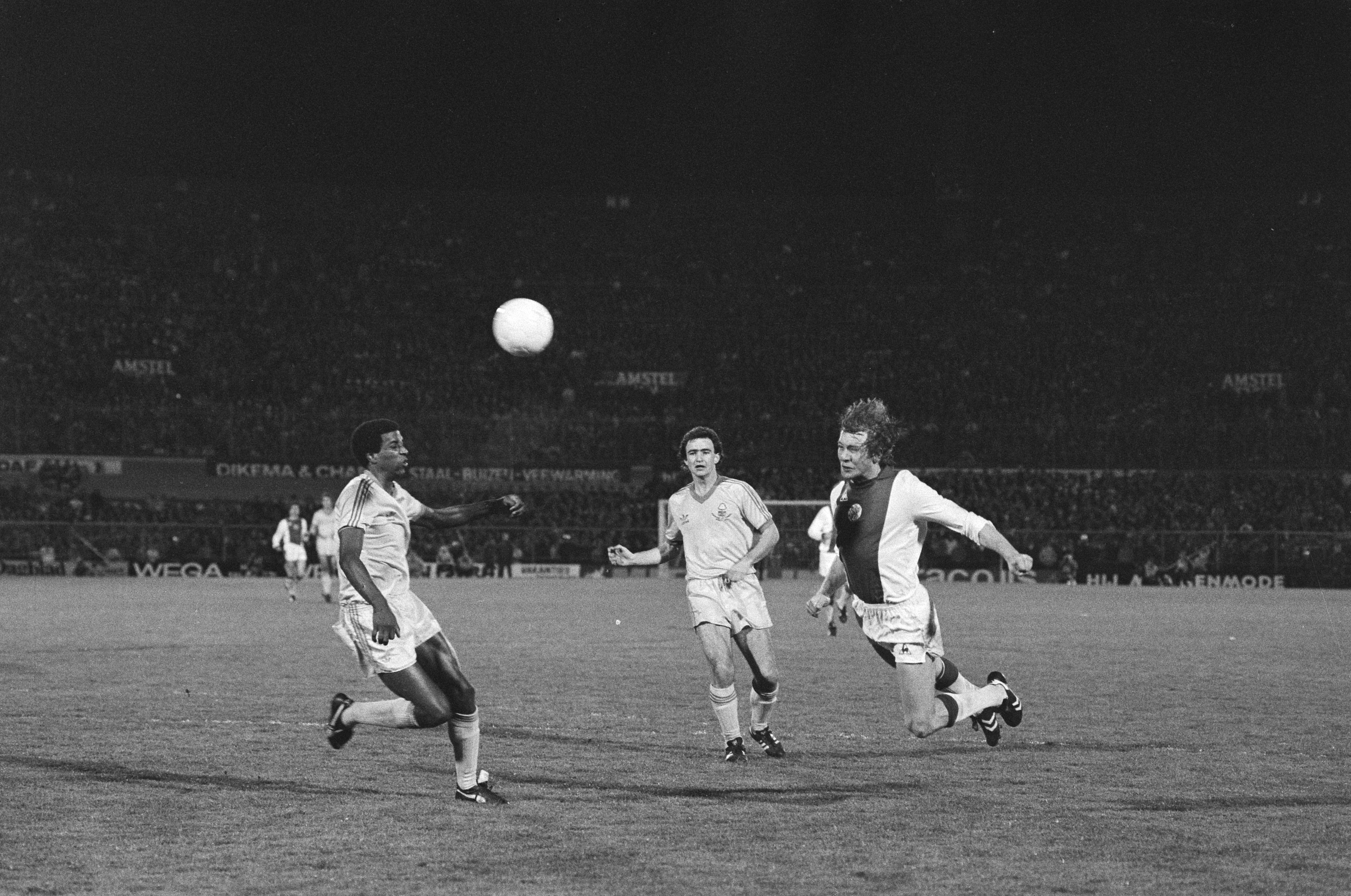
아약스와의 1979-80 시즌 유러피언컵 준결승전에 출전한 앤더슨(왼쪽)

앤더슨은 포리스트에서 인상적인 활약을 이어나갔는데, 마드리드에서 열린 함부르크와의 유러피언컵 경기도 승리해 유러피언컵 2연패를 달성했다. 포리스트는 리그컵 결승전에 3년 연속 올랐지만, 이번에는 울버햄프턴 원더러스에 패했다.
잉글랜드는 무난히 이탈리아에서 열린 유로 1980 본선행에 무난히 성공했고, 그린우드는 스페인과의 조별 리그 최종전에서 앤더슨을 필 닐과 교체 투입했다. 잉글랜드는 이 경기를 2-1로 이겼지만, 조별 리그를 통과하기에는 역부족이었다. 이후, 앤더슨은 4-0으로 이긴 노르웨이전에서 1982년 월드컵 첫 예선 경기를 뛰었다. 닐과 앤더슨은 등번호 2번 자리를 놓고 치열히 경함했지만, 월드컵 예선전 종료 후 어느 쪽도 절대 우위를 가져가지 못했다.
케빈 키건이 부상으로 빠지면서, 그린우드 감독은 보다 노련한 선수단 주장을 기용하기로 결정했고, 입스위치 타운의 야전사령관이자 주전 좌측 수비수인 믹 밀스가 우측으로 배치되었고,(주전 좌측 수비수였던 케니 샌섬이 좌측을 맡았다) 닐과 앤더슨 모두 결장했다. 닐은 쿠웨이트와의 1차 조별 리그 최종전에서 밀스에게 휴식 기회를 주기 위해 출전했지만, 밀스가 2차 조별 리그 시작과 함께 복귀했고, 잉글랜드는 이후 준결승전에 진출하지 못했다. 한편, 앤더슨은 출전 기회조차 잡지 못했다.
포리스트는 전성기에서 내려오기 시작하면서(선수단이 노쇠하고 1980년 유러피언컵 우승 후 흩어지면서, 이 대회 우승은 향후 9년 동안 획득한 마지막 우승컵이 되었다), 앤더슨은 잉글랜드 국가대표팀에서 침체되었다. 월드컵 종료 후, 그린우드 감독이 사퇴하면서, 그는 1984년까지 보비 롭슨 신임 감독 체제에 출전하지 못했고, 닐이 여전히 주전으로 출전했다. 잉글랜드는 이 시기에 유로 1984 본선행에 실패했다. 앤더슨은 1984년 5월에 되어서야 11번째 출전이자, 10번째 출전 후 2년 가까운 세월이 흘러 처음으로 출전을 기록했다.

### 아스널
1984년 여름, 그는 £250,000에 아스널로 이적해 재기를 꾀했다. 그 덕에, 앤더슨은 국가대표팀 입지를 다시 세울 수 있었고, 1984년부터 1985년까지 6번의 국가대표팀 경기에 연속으로 출전했는데, 이 중 4경기는 멕시코에서 열릴 1986년 월드컵의 예선전 경기였다. 이 시기에 치른 첫 번째 경기는 8-0으로 대승을 거둔 튀르키예전으로, 그도 이 경기에서 자신의 2번의 국가대표팀 득점 중 1골을 성공시켰다. 이후, 롭슨 감독은 에버턴의 신예 우측 수비수인 게리 스티븐스의 신고식을 치르게 했고, 스티븐스가 롭슨 감독의 눈도장을 찍으면서 앤더슨은 다시 지위가 흔들렸다. 롭슨은 공평하게 기용하기로 밝혔지만, 스티븐스가 앤더슨보다 더 많은 출전 기회를 받았고, 잉글랜드가 멕시코에서 열릴 본선행을 확정짓고 둘 모두 본선 선수 명단에 이름을 올리고, 앤더슨이 후보로 밀려날 것으로 전망되었다. 앤더슨은 1986년 말까지 3경기를 출전했는데, 이 때 잉글랜드 선수단은 서독에서 열릴 유로 1988 본선행을 정조준했다. 앤더슨은 유고슬라비아와의 예선전에서 그의 또다른 국가대표팀 경기 득점을 기록했다.
그는 아스널 시절 1부 리그에서 소속 구단이 고전하다가 서서히 발전했는데, 리버풀과의 1987년 리그컵 결승전을 승리했고, 유러피언컵에 7년 만에 처음으로 출전했다. 그는 대회 준결승 2차전에서 아스널의 숙적인 토트넘 홋스퍼와의 경기에서 귀중한 골을 기록했다. 그는 3년 동안 하이버리에서 보내며 15골을 기록했고, 이 시기에 구단의 150번의 경기에 출전했다. 아스널의 분위기 반전에는 1986년 5월에 취임한 조지 그레이엄의 공이 컸다. 선수단은 강한 수비를 바탕으로 당시 신예였던 토니 애덤스에게 지대한 영향을 끼쳤다. 30세가 된 앤더슨은 1987년 시즌이 종료되고 3년 연장 계약 제의를 했다. 아스널은 앤더슨이 순순히 계약을 연장할 것으로 내다보았지만, 그는 학령기 시절에 방출되었던 맨체스터 유나이티드로 이적했다.

### 맨체스터 유나이티드
양 측이 £250,000에 이적을 합의 보면서, 앤더슨은 알렉스 퍼거슨의 맨체스터 유나이티드 임기에 영입한 1호 선수가 되었다.
한편, 스티븐스는 잉글랜드가 유로 본선에 오르면서 국가대표팀에 복귀했고, 콜롬비아와의 친선 라우스컵 대회 경기에서 30번째이자(사실상) 마지막 국가대표팀 경기를 치렀고, 이후 서독에서 열린 대회 본선에서는 다시 후보로 기용되었다. 잉글랜드는 이 대회 조별 리그 3경기를 모두 패했고, 스티븐스는 맹비난의 대산이 되었지만, 우측 수비를 계속 맡았다. 앤더슨은 3번째로, 주요 대회 본선에 참가하고도 한 경기도 출전하지 못했다. 롭슨은 보다 젊은 스티븐스를 보다 더 많이 기용하면서, 앤더슨의 국가대표팀 경력도 끝났다.
앤더슨은 올드 트래퍼드에서 알렉스 퍼거슨의 재건 계획 핵심이 되었는데, 그는 1967년 이래 갈망한 리그 우승을 위해 박차를 가했다. 1986-87 시즌을 끔찍하게 시작해 11월 5일에 론 앳킨슨을 잃으면서도, 퍼거슨은 총 22개 구단이 경쟁하는 1부 리그에서 21위에 뒤쳐져 있던 구단을 막판 6개월 안에 11위로 올려놓았다. 앤더슨은 계속해서 발전을 이어나가는 1987-88 시즌에도 문제를 개선했는데, 소속 구단은 리그에서 2위로 마쳤는데, 당시 리버풀을 거의 따로잡기도 했으나, 시즌을 통틀어 기록한 막판의 2패로 40경기까지 이어나가려 한 시즌의 무패 기록은 29경기째에서 깨졌다.
앤더슨은 1988-89 시즌에도 주전 우측 수비수였지만, 시즌 초반을 부진하게 시작하고, 새해로 넘어가면서 상승세를 타 2월 중순에 3위까지 올랐지만, 시즌 4분기 참사로 11위까지 떨어졌다. 1989-90 시즌에 13위로 마치고도, 유나이티드는 FA컵을 우승했다. 단 앤더슨은 이 결승전을 결장했다. 그는 모든 대회를 통틀어 총 21경기를 지도했지만, 알렉스 퍼거슨은 천부적인 중앙 미드필더였던 폴 인스의 기용을 지향했는데, 인스는 주로 중앙 수비수였지만, 1차전 경기에서 우측 수비수로 출전해,(크리스털 팰리스전 3-3 무승부) 5일 후 재생 영상을 확인했는데, 당시에도 1-0으로 이겼다.<
앤더슨의 1990-91 시즌 희망사항은 퍼거슨이 올덤 애슬레틱에게 £625,000으로 데니스 어윈을 영입하면서 무산되었고, 어윈은 주전 우측 수비수로 거듭다 인스가 중앙 미드필더로 전진해야 했다. 그는 이 구단 소속으로 3경기만 더 지도했고, 1990년에 풋볼 리그컵 2차전 경기에서 핼리팩스 타운에게 1990년 10월 10일에 마지막 경기를 출전했는데, 2-1로 이긴 경기에서 득점포를 열고, 총 5-2 대승을 거두었다.

### 셰필드 웬즈데이
1991년 1월, 앤더슨은 셰필드 웬즈데이로 자유이적했고, 소속 구단의 2부 리그에서의 승격을 도왔지만, 맨체스터 유나이티드와의 리그컵 결승전에는 전 소속 구단과의 경기였기에 결장했다. 단기간 계약을 엄두하고 입단했지만, 앤더슨은 셰필드에서 입지를 다져 수 차례 주장 완장을 차고 경기에 출전했다. 그는 "올빼미 군단" 일원으로 1부 리그 1991-92 시즌 3위와 프리미어리그 1년차 7위에 일조했다. 그의 셰필드 웬즈데이 선수단은 1993년에 FA컵과 리그컵 결승전에 나란히 올랐지만, 둘 모두 아스널에 패했다.

### 반즐리
앤더슨의 경기장에서의 태도는 1993년 6월에 감독일을 시작하는 계기가 되었고, 그는 힐즈버러를 떠나 멜 마친이 떠나 공석이 된 반즐리의 선수 겸 감독이 되었다. 그러나, 오크웰에서의 1년차는 실망스러웠는데, 반즐리는 2부 리그 강등을 간신히 피했다.

### 미들즈브러
1993-94 시즌, 앤더슨은 반즐리를 떠나 전 올드 트래퍼드 시절 동료였던 브라이언 롭슨의 수석 코치로 미들즈브러에 입단했다.
1994년에 현역에서 은퇴했지만, 앤더슨은 공식 선수로도 등록되어 미들즈브러의 줄부상 사태로, 그는 1994-95 시즌에 2번의 경기에 출전해 1부 리그 우승으로 프리미어리그 승격에 성공했다. 승격 후, 그는 정식적으로 은퇴했다.
비록 소속 구단은 12월에 부상과 질병을 사유로 뒤늦게 일정 연기를 요청해 승점 3점이 삭감된 것이 화근이 되어 강등당했지만, 앤더슨은 롭슨이 선수단을 조직해 1996-97 시즌 두 국내 컵대회 결승전에 오르는데 이바지했다.(두 대회 모두 준우승에 머물렀다.) 미들즈브러는 이듬해 1년 만에 재승격에 성공했고, 리그컵도 준우승했다. 롭슨과 앤더슨은 2001년 6월에 강등을 간신히 면하고 구단을 떠났다.

## 은퇴 후
앤더슨은 미들즈브러 수석 코치가 된 이후 축구계에 다시 발을 들이지 못했다.
그는 2000년 1월에 대영제국 훈장 구성원으로 명명되었다.
앤더슨은 잉글랜드 리그에 끼친 영향에 대한 공로로 2004년에 잉글랜드 축구 명예의 전당에 헌액되었다.
2005년을 기점으로, 앤더슨은 스포츠 여행사를 운영했고, 잉글랜드 축구 협회의 친선 대사로도 활동했다. 앤더슨은 맨체스터 유나이티드 TV의 초대 위원으로 가끔 출연한다.
맨체스터의 인민박물관은 바이브 앤더슨의 유니폼이 주 화랑에 전시되어 있다. 이 유니폼은 그의 첫 국가대표팀 경기였던 1978년 체코슬로바키아전에서 그가 입었었다.

## 국가대표팀 경력

### 국가대표팀 득점 기록
아래의 점수에서 왼쪽의 점수가 잉글랜드의 점수이며, 점수 열은 앤더슨의 득점 당시 점수 상황을 나타낸다.
| # | 날짜             | 경기장                            | 상대         | 점수 | 결과 | 대회                 |
| - | ---------------- | --------------------------------- | ------------ | ---- | ---- | -------------------- |
| 1 | 1984년 11월 14일 | 튀르키예, 이스탄불, 이뇌뉘 경기장 | 튀르키예     | 8–0  | 8–0  | 1986년 월드컵 예선전 |
| 2 | 1986년 11월 12일 | 잉글랜드, 런던, 웸블리 경기장     | 유고슬라비아 | 2–0  | 2–0  | 유로 1988 예선전     |

## 수상
노팅엄 포리스트
- 1부 리그: 1977–78
- 리그컵: 1977–78
- 채리티 실드: 1978
- 유러피언컵: 1978–79, 1979–80
- 유러피언 슈퍼컵: 1979
- 앵글로스코티시컵: 1976–77

아스널
- 리그컵: 1986–87

맨체스터 유나이티드
- FA컵: 1989–90
- 채리티 실드: 1990

개인
- PFA 올해의 팀: 1986-87 1부 리그[15]